# エイベン・カンデル
エイベン・カンデル（Aben Kandel、1897年8月15日 - 1993年1月28日）は、アメリカ合衆国の脚本家。

## 作品
- 狂気のいけにえ
- 地底の原始人・キングゴリラ
- 姿なき殺人
- 赤い野獣
- 巨大猿怪獣
- 黒死館の恐怖
- 怪物を造る男
- 怪人フランケンシュタイン／生きかえった死体
- ファイター
- 栄光のタッチダウン／フランク・カヴァーノ物語
- 栄光の都